# Rotáció
A rotáció (ahogy a gradiens és a divergencia) a vektoranalízis egyik differenciáloperátora. Mind differenciálgeometriai, mind fizikán belüli alkalmazásaik jelentősek. A rotáció jelentése legszemléletesebb az áramlástanban, ahol azt mutatja meg, hogy örvénylik a folyadék egy kis térfogatban.
Ha egy vektormező rotációja mindenütt nulla, akkor ez a vektormező örvénymentes.

## Néhány gyakorlati példa
- A forgószelek egy úgynevezett szem körül örvénylenek. A forgószelet leíró vektormező rotációja nem nullvektor a szemben, és lehet, hogy máshol sem.
- Egy forgó tárcsa pontjainak sebességét leíró vektormező rotációja minden pontban ugyanaz a nullvektortól különböző vektor.
- Egy autópályán, ahol az egyes sávokon különböző sebességgel haladnak az autók, a sávokat elválasztó vonalakon a rotáció szintén nem nullvektor.

## Definíció
Az {\displaystyle F=\left(F_{x},F_{y},F_{z}\right)} háromdimenziós vektormező rotációja szintén háromdimenziós vektormező. Jelölése: {\displaystyle \operatorname {rot} {\vec {F}}=\operatorname {curl} {\vec {F}}=\nabla \times {\vec {F}}} , ahol {\displaystyle \nabla } a nabla operátor, és rot a rotáció függvényszimbóluma. A kereszt egy formális vektoriális szorzatot jelent, így a rotáció a derékszögű koordináta-rendszerben:
{\displaystyle {\begin{matrix}\operatorname {rot} :&C^{\infty }(\mathbb {R} ^{3},\mathbb {R} ^{3})&\rightarrow &C^{\infty }(\mathbb {R} ^{3},\mathbb {R} ^{3})\\&{\vec {F}}=\left(F_{x},F_{y},F_{z}\right)&\mapsto &\nabla \times {\vec {F}}\end{matrix}}}
A keresztszorzat definíciója alapján a rotáció formális determinánsként írható fel:
{\displaystyle \nabla \times {\vec {F}}={\begin{pmatrix}{\frac {\partial }{\partial x}}\\{\frac {\partial }{\partial y}}\\{\frac {\partial }{\partial z}}\end{pmatrix}}\times {\begin{pmatrix}F_{x}\\F_{y}\\F_{z}\end{pmatrix}}={\begin{vmatrix}{\vec {e}}_{x}&{\vec {e}}_{y}&{\vec {e}}_{z}\\{\frac {\partial }{\partial x}}&{\frac {\partial }{\partial y}}&{\frac {\partial }{\partial z}}\\F_{x}&F_{y}&F_{z}\end{vmatrix}}={\begin{pmatrix}{\frac {\partial F_{z}}{\partial y}}-{\frac {\partial F_{y}}{\partial z}}\\{\frac {\partial F_{x}}{\partial z}}-{\frac {\partial F_{z}}{\partial x}}\\{\frac {\partial F_{y}}{\partial x}}-{\frac {\partial F_{x}}{\partial y}}\\\end{pmatrix}}}

Gömbi koordinátákkal:
{\displaystyle \operatorname {rot} {\vec {F}}={\begin{pmatrix}{\frac {1}{r\sin \theta }}\left[{\frac {\partial }{\partial \theta }}\left(F_{\phi }\sin \theta \right)-{\frac {\partial F_{\theta }}{\partial \phi }}\right]\\{\frac {1}{r\sin \theta }}{\frac {\partial F_{r}}{\partial \phi }}-{\frac {1}{r}}{\frac {\partial }{\partial r}}\left(rF_{\phi }\right)\\{\frac {1}{r}}\left[{\frac {\partial }{\partial r}}\left(rF_{\theta }\right)-{\frac {\partial F_{r}}{\partial \theta }}\right]\end{pmatrix}}}
Hengerkoordinátákkal: 
{\displaystyle \operatorname {rot} {\vec {F}}={\begin{pmatrix}{\frac {1}{r}}{\frac {\partial F_{z}}{\partial \varphi }}-{\frac {\partial F_{\varphi }}{\partial z}}\\{\frac {\partial F_{r}}{\partial z}}-{\frac {\partial F_{z}}{\partial r}}\\{\frac {1}{r}}\left[{\frac {\partial }{\partial r}}\left(r\cdot F_{\varphi }\right)-{\frac {\partial F_{r}}{\partial \varphi }}\right]\end{pmatrix}}}
Görbe vonalú derékszögű koordináta-rendszerben:
{\displaystyle {\vec {\nabla }}\times {\vec {F}}={\frac {{\vec {e}}_{q_{1}}}{h_{2}h_{3}}}\left[{\frac {\partial (h_{3}F_{3})}{\partial q_{2}}}-{\frac {\partial (h_{2}F_{2})}{\partial q_{3}}}\right]+{\frac {{\vec {e}}_{q_{2}}}{h_{1}h_{3}}}\left[{\frac {\partial (h_{1}F_{1})}{\partial q_{3}}}-{\frac {\partial (h_{3}F_{3})}{\partial q_{1}}}\right]+{\frac {{\vec {e}}_{q_{3}}}{h_{1}h_{2}}}\left[{\frac {\partial (h_{2}F_{2})}{\partial q_{1}}}-{\frac {\partial (h_{1}F_{1})}{\partial q_{2}}}\right]},
ahol {\displaystyle h_{a}={\left|{\frac {\partial {\vec {r}}}{\partial {q_{a}}}}\right|}}
A rotáció előjelet vált, ha balos koordináta-rendszerről jobbos koordináta-rendszerre térünk át.

### Két dimenzióban
A {\displaystyle {\vec {V}}=\left(V_{x},V_{y}\right)} vektortérben a következő módon számítható a rotáció:
{\displaystyle \operatorname {rot} {\vec {V}}={\frac {\partial V_{y}}{\partial x}}-{\frac {\partial V_{x}}{\partial y}}}
Ez éppen egy háromdimenziós vektormező rotációjának a harmadik koordinátája.

## A rotáció mint örvénysűrűség
Az örvénysűrűségként való értelmezés a Stokes-tétel következő infinitezimális alakján nyugszik:
{\displaystyle ({\rm {rot}}\,\mathbf {F} )\cdot \mathbf {n} :=\lim _{\rm {\Delta S^{(2)}\to 0}}\,\{{\frac {1}{|\Delta S^{(2)}|}}\,\oint _{\Gamma }\,\mathbf {F} \cdot {\rm {d}}\mathbf {r} \}}
Itt {\displaystyle \Delta S^{(2)}} egy tetszőlegesen irányított {\displaystyle \mathbf {n} } normálisú kis felületdarab; felszíne {\displaystyle |\Delta S^{(2)}|}, és irányított határgörbéje {\displaystyle \Gamma =\partial (\Delta S^{(2)})}.
A divergenciával analóg módon a legtöbb itt megadott állítás levezethető ebből a formulából.

## Felbontási tétel
A {\displaystyle \mathbf {v} (\mathbf {r} )} kétszer folytonosan differenciálható háromdimenziós vektormező, amely a végtelenben elég gyorsan tart nullához, felbontható egy {\displaystyle \mathbf {E} } örvénymentes rész és egy forrásmentes {\displaystyle \mathbf {B} } rész összegére:
{\displaystyle \mathbf {v} =\mathbf {E} +\mathbf {B} }.
Az örvénymentes részt meghatározza a forrássűrűsége:
{\displaystyle \mathbf {E} (\mathbf {r} )=-\nabla \Phi (\mathbf {r} )}, ahol
{\displaystyle \Phi (\mathbf {r} )=\int _{\mathbb {R} ^{3}}\,{\rm {d}}^{(3)}r'\,\,{\frac {{\rm {div}}\,\mathbf {E} (\mathbf {r} ')}{4\pi |\mathbf {r} -\mathbf {r} '|}}}.
A forrásmentes részre hasonlók teljesülnek, ha {\displaystyle \Phi } skalárpotenciálja helyett az {\displaystyle \mathbf {A} } vektorpotenciált vesszük, és a {\displaystyle -\nabla \,\Phi } meg a {\displaystyle {\rm {div}}\,\,\mathbf {E} } kifejezéseket a {\displaystyle {\rm {rot}}\,\mathbf {A} } meg a {\displaystyle {\rm {rot}}\,\mathbf {B} } kifejezések helyettesítik

## Stokes integráltétele
A rotáció szerepet játszik a vektoranalízisben fontos Stokes-tételben, aminek segítségével a felszíni integrál görbe menti integrállá alakítható:
{\displaystyle \iint _{M}(\operatorname {rot} {\vec {F}})\cdot \mathrm {d} {\vec {A}}=\oint _{\partial M}{\vec {F}}\cdot \mathrm {d} {\vec {r}}}

## Számolási szabályok
Minden {\displaystyle c\in \mathbb {R} } konstansra, minden {\displaystyle u\;} skalármezőre és minden {\displaystyle {\vec {F}}}, {\displaystyle {\vec {G}}} vektormezőre fennáll:
- linearitás:

{\displaystyle \operatorname {rot} (c\cdot {\vec {F}})=c\cdot \operatorname {rot} {\vec {F}}}
{\displaystyle \operatorname {rot} ({\vec {F}}+{\vec {G}})=\operatorname {rot} {\vec {F}}+\operatorname {rot} {\vec {G}}}
- differenciálformák:

{\displaystyle \operatorname {rot} ~\operatorname {grad} \,u={\vec {0}}}
{\displaystyle \operatorname {rot} (u\cdot {\vec {F}})=u\cdot \operatorname {rot} {\vec {F}}+(\operatorname {grad} \,u)\,\times {\vec {F}}}
- további szorzási szabályok

{\displaystyle \operatorname {rot} ({\vec {F}}\times {\vec {G}})=\left({\vec {G}}\cdot \operatorname {grad} \right){\vec {F}}-\left({\vec {F}}\cdot \operatorname {grad} \right){\vec {G}}+{\vec {F}}\,(\operatorname {div} \,{\vec {G}})-{\vec {G}}\,(\operatorname {div} \,{\vec {F}})}
{\displaystyle \operatorname {rot} (\operatorname {rot} {\vec {F}})=\operatorname {grad} (\operatorname {div} \,{\vec {F}})-\Delta \,{\vec {F}}}

## Általánosítás tetszőleges fokú tenzormezőkre
Egy vektormező értelmezhető elsőrendű tenzormezőként. Az Einstein-féle összegkonvenció és a Levi-Civita-szimbólum alapján egy vektormező rotációja így írható:
{\displaystyle (\nabla \times {\vec {F}})_{i}=\epsilon _{ijk}\partial _{j}F_{k}}
A tetszőleges rendű {\displaystyle F_{j_{1},j_{2},\dots ,j_{N}}} tenzorokra ez alapján az általánosítás nyilvánvaló:
{\displaystyle (\nabla \times F)_{i}=\epsilon _{ijk}\partial _{j}F_{j_{1},j_{2},\dots ,j_{N-1},k}}

## Külső hivatkozások
A rotációról érthetően (magyar)